# Плече обкату

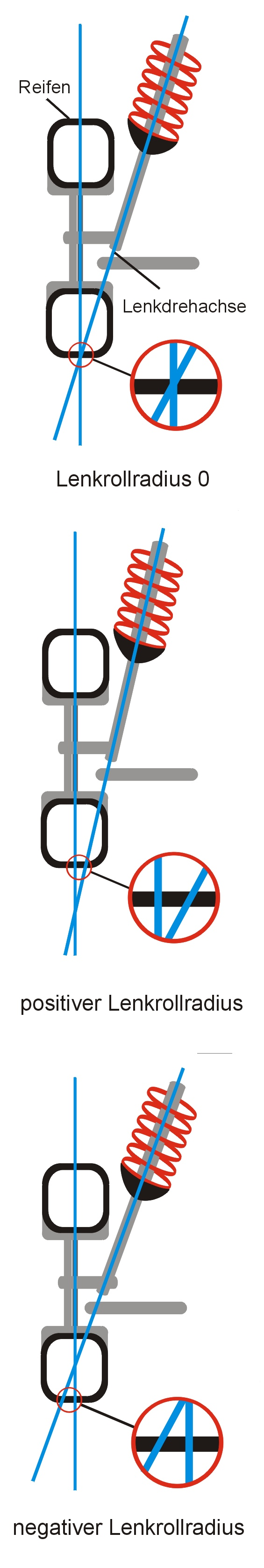
Різні варіанти плеча обкату. Нульове (зверху) позитивне (в центрі) негативне (знизу)

Плече обкату (англ. Scrub Radius) — це відстань по прямій між точкою, в якій вісь повороту колеса перетинається з дорожнім полотном, і центром плями контакту колеса і дороги (в ненавантаженому стані автомобіля). При повороті колесо «обкатується» навколо осі свого повороту з цього радіусу.

## Види плеча обкату
Воно може бути нульовим, позитивним і негативним (всі три випадки показано на ілюстрації).
Протягом десятиліть на більшості автомобілів використовувалися порівняно великі позитивні значення плеча обкату. Це дозволяло зменшити зусилля на рульовому колесі при паркуванні (бо колесо котиться при повороті керма, а не просто проверталось на місці, як при нульовому плечі обкату) і звільнити місце в підкапотному просторі внаслідок виносу коліс «назовні».
Проте з часом стало ясно, що позитивне плече обкату може бути небезпечним — наприклад, при відмові гальм одного боку, проколі однією з шин або порушенні регулювання, кермо починає сильно «рватися з рук». Цей же ефект спостерігається при великому позитивному плечі обкату і при проїзді будь-якої нерівності на дорозі, але плече все ж робили досить малим, щоб при нормальному водінні воно залишалося малопомітним.
Тому починаючи з 70 —80-х років, у міру збільшення швидкостей руху автомобілів і з розповсюдженням підвіски типу «Макферсон», що допускає це з технічного боку, стали з'являтися автомобілі з нульовим або навіть від'ємним плечем обкату. Це дозволяє мінімізувати описані вище небезпечні ефекти.
Наприклад, на «класичних» моделях ВАЗ плече обкату було позитивним, а на передньопривідному сімействі LADA Samara — стало вже негативним.
Плече обкату визначається не тільки конструкцією підвіски, а й параметрами коліс. Тому при підборі незаводських «дисків» (за прийнятою в технічній літературі термінології ця частина іменується «колесо» і складається з центральної частини — диска і зовнішньої, на яку садиться шина, — обода) для автомобіля слід дотримуватися зазначених заводом-виробником допустимих параметрів, особливо — виліт, оскільки при встановленні коліс з неправильно підібраним вильотом плече обкату може сильно змінитися, що вельми істотно позначається на керованості і безпеці автомобіля, а також на довговічності його деталей.
Наприклад, при установці коліс з нульовим або від'ємним вильотом, при передбаченій заводом-виробником позитивній (наприклад, занадто широкій) площині обертання колеса, зсувається назовні від незмінної при цьому осі повороту колеса, і плече обкату може набути великих позитивних значень, кермо почне «рватися» з рук на кожній нерівності дороги, зусилля на ньому при паркуванні перевищує всі допустимі величини, а знос маточинних вальниць істотно збільшується.